# Ixodes peromysci
Ixodes peromysci är en fästingart som beskrevs av Augustson 1940. Ixodes peromysci ingår i släktet Ixodes och familjen hårda fästingar. Inga underarter finns listade i Catalogue of Life.